# Schneebiger Nock
Der Schneebige Nock (italienisch Monte Nevoso), in alter Literatur auch Ruthnerhorn genannt, ist mit 3358 m nach dem Hochgall der zweithöchste Berg der Rieserfernergruppe, einem Gebirge im westlichen Teil der Hohen Tauern. Der Berg liegt in der italienischen Provinz Südtirol im Naturpark Rieserferner-Ahrn (Parco Naturale Vedrette di Ries-Aurina). Zuerst bestiegen wurde er am 6. Oktober 1866 durch Erzherzog Rainer Ferdinand von Österreich, Graf Heinrich Wurmbrand sowie die Bergführer Georg Auer und Johann Oberarzbacher aus Rein in Taufers und Georg Weiss, Gastwirt aus St. Johann im Ahrntal. Heute ist der Schneebige Nock von der nordöstlich gelegenen Kasseler Hütte (auch Hochgallhütte) oder aus dem Süden von der Rieserfernerhütte aus zu erreichen und wegen seiner markanten Pyramidenform und den ausgeprägten Graten ein oft besuchter Aussichtsberg.

## Lage und Umgebung

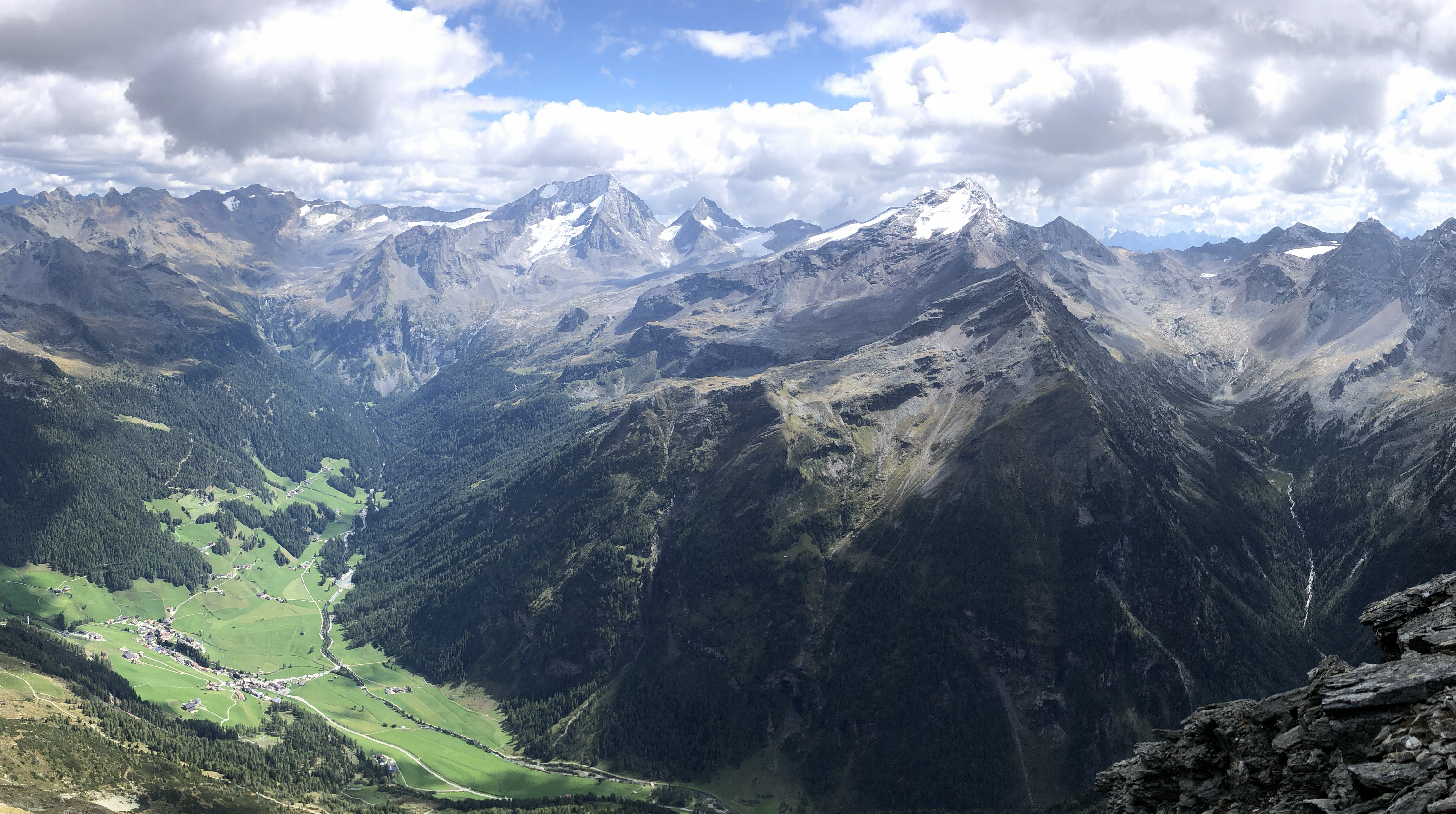
Schneebiger Nock (rechts der Mitte zwischen Gelttal (rechts) und Bachertal (links)), davor Rein in Taufers (links vorn) mit Reintal, im Hintergrund Großer Rotstein, Mulle, Winkelspitze, Lenkstein, Barmer Spitze, Hochgall, Hochgallhütte, Wildgall, Hochflachkofel (links vom Schneebigen Nock mit Rieserferner) sowie Gelttalspitze, Rieserfernerhütte, Schwarze Wand und Wasserkopfspitze (rechts vom Schneebigen Nock), direkt vor dem Schneebigen Nock der Gatternock

Der Nock ist dem Rieserferner-Hauptkamm nördlich vorgelagert und im Norden und Osten von stark im Schwinden begriffenen Gletschern umgeben. Im Norden liegt der Schneebiger-Nock-Ferner (Vedretta di Monte Nevoso), im Osten reicht der Westliche Rieserferner bis kurz unter den Südostgrat. Ein im Süden liegender ehemaliger kleiner Gletscher ist seit Mitte des 19. Jahrhunderts auf Grund klimatischer Veränderungen abgeschmolzen. Dem Schneebigen Nock benachbart sind im Verlauf des Südostgrats der Fernerköpfl, das Frauenköpfl (3251 m) und der 3273 m hohe Magerstein. Etwas abseits im Verlauf des Nordwestgrats erhebt sich der Gatternock mit 2888 m Höhe. Südöstlich des Schneebigen Nock verläuft das Antholzer Tal, im Nordwesten das Reintal und im Nordosten das Bachertal (Val del Rio), ein Seitenast des Reintals. Bedeutende Orte sind im Norden das etwa 5 km Luftlinie entfernte Rein (Riva), ebenfalls 5 km im Süden liegt Antholz-Mittertal.

## Geologie
Die Rieserfernergruppe liegt, geologisch gesehen, in der sogenannten Zone der Alten Gneise, eines sich östlich des Eisacktals erstreckenden Gebietes, das auch den Rieserferner-Pluton umfasst. Der Rieserferner-Hauptkamm um Magerstein und Fernerköpfl wird von mittel- bis feinkörnigem Tonalit, der hier in großer Mächtigkeit ansteht, gebildet. Der Tonalit besitzt Foliation und nimmt daher ein gneisartiges Erscheinungsbild an. Dieser harte Plutonit ist durch seine weitgehende Erosionsfestigkeit verantwortlich für die Höhe der Berge.
Die zum Oberostalpin gehörenden Gneise des Alten Dachs am Schneebigen Nock sind polymetamorph. Während der variszischen Gebirgsbildung wurden ihre Ausgangsgesteine amphibolitfaziell verformt und dann später erneut von der alpinen Metamorphose überprägt. Der Kontakt der Gneise zum unterlagernden Tonalit steht am Fernerköpfl relativ steil, verflacht aber dann unterhalb des Schneebigen Nocks zusehends.

## Besteigungsgeschichte

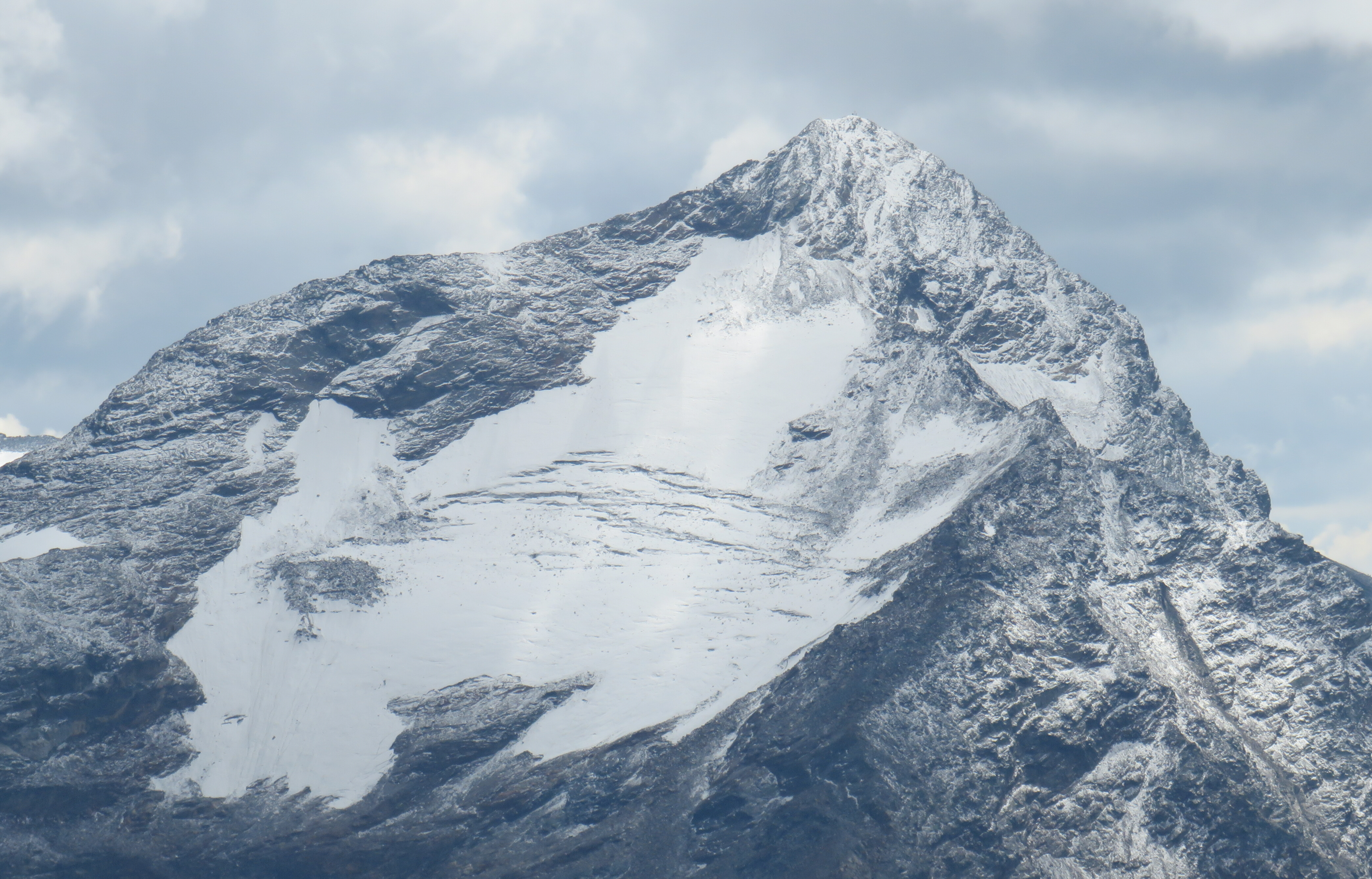
Gipfelaufbau Schneebiger Nock von Nordwesten

Im Herbst 1866, anlässlich seines Aufenthaltes in den Hohen Tauern, währenddessen auch der Großglockner bestiegen wurde, wollte Rainer Ferdinand von Österreich auch eine Erstbesteigung unternehmen. Der bis dahin unbestiegene Schneebige Nock, von Karl von Sonklar auch Ruthnerhorn (nach Anton von Ruthner) genannt, bot sich dafür an. Die Gruppe bestand neben dem Erzherzog noch aus dem k.k. Major Graf Heinrich Wurmbrand und den beiden Bergführern Georg Weiss und Johann Arzbacher aus Rein. Ihnen schloss sich der Wirt von Sankt Johann aus dem Reintal an, vermutlich als Träger. Man brach bei Tagesanbruch in Rein auf und ging zunächst in östlicher Richtung durch das Bachertal. Über den etwas vereisten Nordwestgrat erreichte man nach gut 5 Stunden den firnbedeckten Gipfel unter Verwendung von Steigeisen und Kletterseil. Laut Literatur soll Paul Grohmann als Zweiter den Gipfel erreicht haben. Er ging am 16. September 1875 im Aufstieg den Weg des Erzherzogs, aber im Abstieg wählte er den heutigen Normalweg über den Nordgrat. Bereits 1871 erreichte ein Vermessungsoffizier des k.k. Militärgeographischen Instituts in Wien die Einschartung zwischen dem Schneebigen Nock und dem Gatternock. Den ersten direkten Anstieg über den Westlichen Rieserferner bewältigte Johann Stüdl aus Prag und Reinhold Seyerlen aus Stuttgart, geführt von Hans Ausserhofer aus Rein am 31. Juli 1877.

## Touristische Erschließung

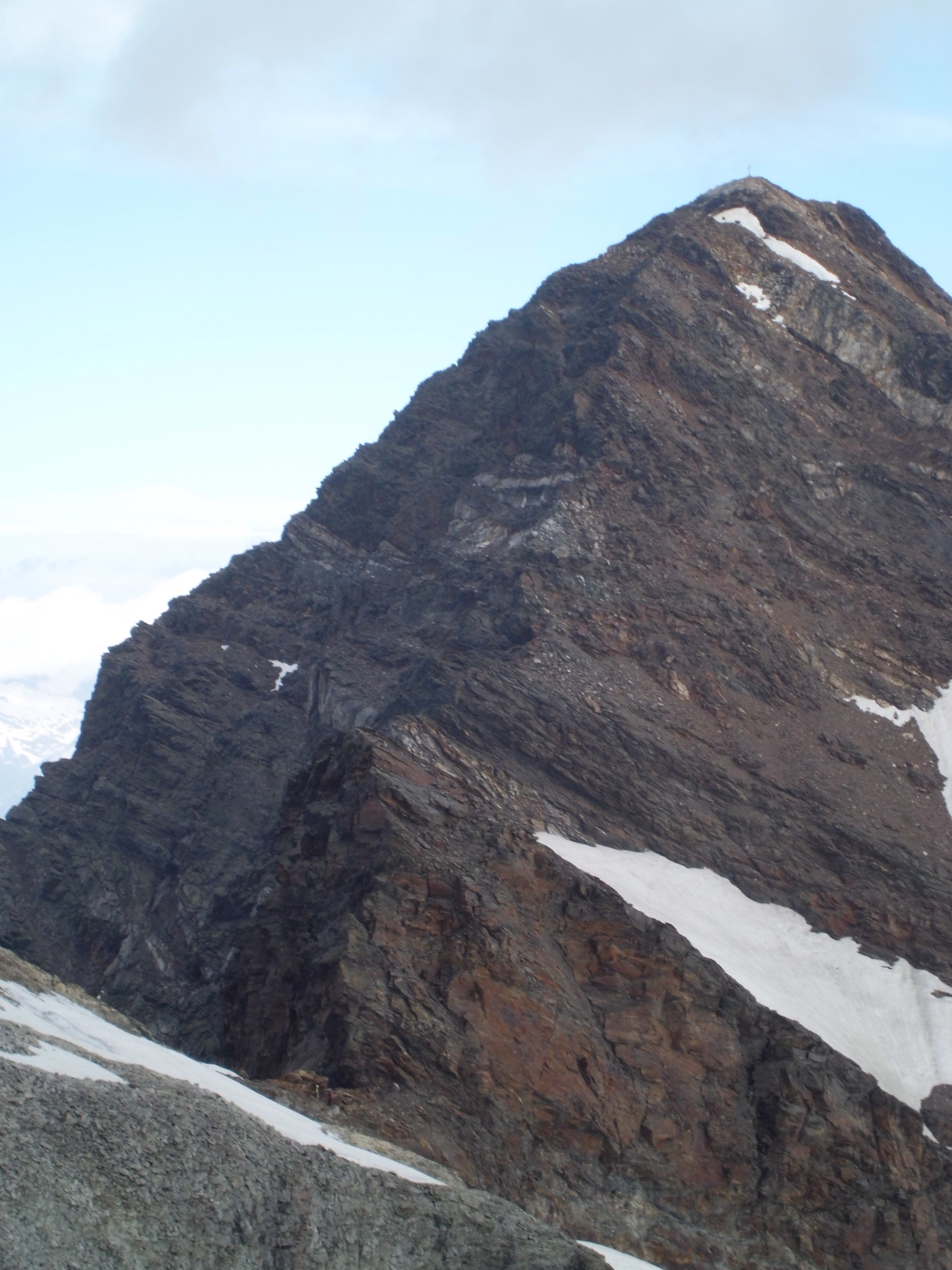
Südostgrat des Schneebigen Nock

Seit 1877 besteht auf dem nördlich gelegenen Geländehang auf 2276 Metern Höhe eine Schutzhütte, die 1910 zur Kasseler Hütte (Rifugio Roma alla Vedrette di Ries) erweitert wurde. Ein weiterer möglicher Ausgangspunkt ist die im Süden gelegene Rieserfernerhütte (Rifugio Forcella Valfredda) auf 2791 m. Diese 1980 errichtete Hütte ersetzte die die 1902 erbaute ehemalige Fürther Hütte. Der Normalweg führt von der Hochgallhütte aus in südlicher Richtung mit Blockkletterei und Gletscherberührung in 3 bis 4 Stunden über den Nordgrat. Die Gletscherpassage ist im Hochsommer oft aper (Blankeis ohne Schneeauflage). Der Schwierigkeitsgrad beträgt UIAA I. Etwas schwerer ist die Variante über den Nordostgrat, hier sind Schwierigkeiten bis UIAA II+ bei bröckelndem Gestein zu bewältigen. Nur geringfügig schwerer ist die Route über den Südostgrat, wobei die Schlüsselstelle als Klettersteig versichert ist.